# Alexandre Thomas (Politiker)
Alexandre Thomas (* 2. Januar 1913 in Louargat, Département Côtes-du-Nord; † 21. Mai 1990 in Moustéru, Département Côtes-d’Armor) war ein französischer Politiker der SFIO. Von 1951 bis 1955 war er Abgeordneter der Nationalversammlung.

## Leben und Werdegang
Als junger Mann ließ sich Thomas in Moustéru nahe Guingamp nieder und dort war der zweifache Familienvater als Landwirt tätig. 1939 wurde er mit dem Beginn des Zweiten Weltkriegs in die Armee eingezogen und nahm in der Rolle eines Unteroffiziers an den Kampfhandlungen teil. Dabei geriet er in Gefangenschaft, konnte aus dieser jedoch entkommen. Während der Befreiung Frankreichs von der deutschen Besatzung im Jahr 1944 war er an der Versorgung französischer Partisanen beteiligt. Zeitgleich zur Befreiung des Landes betrat er die politische Bühne und wurde am 13. Mai 1945 als Angehöriger der sozialistischen Partei SFIO zum Bürgermeister seiner Heimatgemeinde Moustéru gewählt. Anschließend weitete er seine politischen und gesellschaftlichen Aktivitäten aus, indem er für diverse gewerkschaftliche Gruppen aktiv war. Sein Fokus lag dabei auf landwirtschaftlichen Fragen. Daneben war er auf lokaler Ebene für die Bank Crédit Agricole verantwortlich und leitete auf der Ebene des Départements Côtes-du-Nord eine Rückversicherung.
Bei den Parlamentswahlen 1951 trat er für die Sozialisten als Listenzweiter hinter dem bereits zuvor in der Nationalversammlung vertretenen Antoine Mazier an und erreichte dank eines Wahlbündnisses den Einzug ins Parlament, obwohl seine Liste nicht über 13,7 % der Stimmen hinaus gekommen war. In seiner Rolle als Abgeordneter gehörte er der Kommission für landwirtschaftliche Angelegenheiten an und widmete sich in erster Linie diesem Aufgabengebiet. Ebenfalls 1951 nahm er an der Wahl zum Generalrat des Départements Côtes-du-Nord teil, scheiterte aber am Kandidaten der PCF; 1958 konnte er erneut nicht gewinnen. Im Dezember 1955 endete sein Mandat als Abgeordneter und er bewarb sich bei den Wahlen im Januar 1956 um dessen Weiterführung, wurde als Listenzweiter jedoch trotz einer Steigerung auf einen Stimmenanteil von 16,4 % nicht wiedergewählt. In den Jahren 1955, 1959 und 1962 bewarb er sich zudem erfolglos um einen Sitz im Senat. Nach dem Parteiaustritt seines früheren Abgeordnetenkollegen Antoine Mazier folgte Thomas diesem im September 1958 im Amt des departementalen Sekretärs der Sozialisten. Im selben Jahr bemühte er sich um eine Rückkehr in die Nationalversammlung, doch durch das geänderte Wahlrecht musste er sich in einem Wahlkreis behaupten und hatte mit 22,7 % in der zweiten Wahlrunde klar das Nachsehen gegenüber dem gaullistischen Kandidaten, der 46,5 % erreichte. Ein Grund dafür war, dass mit einem Kommunisten ein weiterer Linker zur Wahl stand. 1962 nahm er ein weiteres Mal teil, war 1967 als Stellvertreter eines Kandidaten vorgesehen und trat 1968 ein letztes Mal an, ohne die Rückkehr ins Parlament zu schaffen.